# Impatiens fanjingshanica
Impatiens fanjingshanica är en balsaminväxtart som beskrevs av Yi Ling Chen. Impatiens fanjingshanica ingår i släktet balsaminer, och familjen balsaminväxter. Inga underarter finns listade i Catalogue of Life.